# High Speed LAN Instrument Protocol
HiSLIP (англ. High-Speed LAN Instrument Protocol) — коммуникационный протокол для измерительного и тестового оборудования с использованием технологии VISA.
Предназначен для работы в сетях Ethernet. Разработан компанией IVI Foundation как преемник протоколов GPIB и VXI-11.
Спецификация протокола общедоступна и бесплатна.
Протокол рекомендуется к использованию в коммуникационном стандарте LAN eXtensions for Instrumentation.

## Спецификация 1.1
Опубликована в 2011 году и актуальна в настоящее время. Спецификация определяет версию протокола 1.0.

### Транспорт
Протокол использует стандартный стек TCP/IP. Для протокола зарезервирован TCP порт 4880. Каждая сессия протокола создает два TCP соединения, условно названные synchronous channel и asynchronous channel. По асинхронному каналу передаются высокоприоритетные сообщения, исполняемые вне основной очереди команд. Основная очередь команд передается по синхронному каналу.

### Протокол
Протокол текстовый.
Предлагается два обязательных режима работы: с очередью команд (overlap mode) и без очереди (synchronized mode).